# Monte Dragone (Alpi Pennine)
Il Monte Dragone (in francese e ufficialmente, Mont Dragon) è una montagna di 3354 m delle Alpi Pennine che si trova tra la Valpelline e la Valtournenche.

## Caratteristiche
La montagna si colloca lungo la cresta che dalla Punta di Fontanella sale verso il Château des Dames. Dal versante della Valpelline sovrasta il rifugio Prarayer mentre dal versante della Valtournenche domina il Rifugio Perucca-Vuillermoz.

## Salita alla vetta
Si può salire sulla vetta partendo dal Rifugio Perucca-Vuillermoz o dal Rifugio Prarayer.